# Essédaire
L'essédaire (en latin essědārǐus) est un guerrier celte, puis un type de gladiateur, qui combattait sur un char.

## Histoire
Le terme essédaire vient du mot gaulois essědum, qui définit le char de guerre en usage chez les Gaulois et les Bretons.
L'essédaire apparaît dans les arènes romaines après le débarquement de César en Bretagne, puis sera remis à la mode lors de l’expédition de Claude. Les essédaires ont surement dans un premier temps combattu sur des chars de guerre armés de javelots, chars de guerre dont ils tirent leur nom. Cependant à partir de la fin du premier siècle après Jésus-Christ, les essédaires semblent avoir abandonné le char. Ils combattent alors à pied, essédaire contre essédaire. Ils sont équipés d'une manica, d'un bouclier ovale et d'un casque ressemblant à celui du secutor, mais sans la crête. Ils sont armés non plus de javelot mais d'épées courtes à bout carré. Ces épées singulières impliquent une frappe de taille et non d'estoc. Ce qui n'est pas sans rappeler l'escrime gauloise qui elle aussi privilégie la taille sur l'estoc. Les essédaires, par le char puis l'épée à bout carré, sont donc inspirés des guerriers celtes. Ils ne doivent cependant pas être confondus avec les gladiateurs ethniques de type Gaulois que l'on rencontre sous la république de Rome.

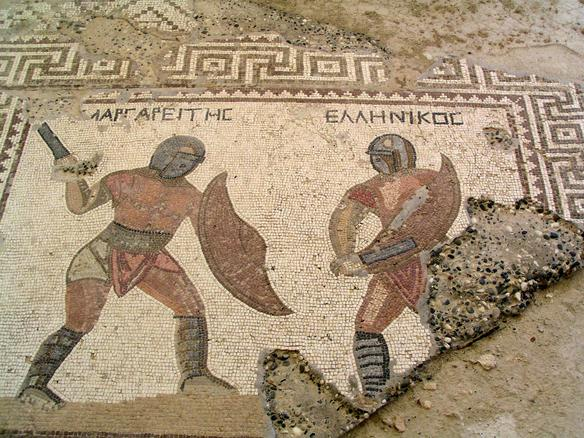
Deux Essedarii, Mosaique de Kourion

## Armement
Il lance des javelots sur un char. À pied, il combat avec une épée à bout carré et avec un scutum ovale.